# Actinote straminosa
Actinote straminosa är en fjärilsart som beskrevs av Jordan 1913. Actinote straminosa ingår i släktet Actinote och familjen praktfjärilar. Inga underarter finns listade i Catalogue of Life.